# Capnobotrys neesii
Capnobotrys neesii är en svampart som beskrevs av S. Hughes 1970. Capnobotrys neesii ingår i släktet Capnobotrys och familjen Metacapnodiaceae.   Inga underarter finns listade i Catalogue of Life.